# Luis David Ortiz Salinas
Luis David Ortiz Salinas (San Pedro Garza García, Nuevo León; 4 de marzo de 1964) es un político mexicano, exmiembro del Partido Acción Nacional. Ha sido dos veces Diputado en el Congreso de Nuevo León y fue suplente de Fernando Elizondo Barragán como senador de la República de 2008 a 2009 y suplente de Samuel García como senador de la República desde el 19 de noviembre de 2020.

## Inicios
Luis David Ortiz Salinas es Licenciado en Derecho y Ciencias Jurídicas egresado de la Universidad Autónoma de Nuevo León, y tiene dos maestrías, una en Administración de Negocios (MBA) en la Southern Methodist University de Dallas, Texas y una es Administración Pública por la misma Universidad Autónoma de Nuevo León. Ha ejercido su profesión de forma particular y en la iniciativa privada, destacando el ser titular del área de Planeación Estratégica de Cementos Mexicanos (CEMEX).

## Trayectoria política
En la administración pública comenzó a desempeñar cargos en 1988 al ser electo Síndico del ayuntamiento de San Pedro Garza García, posteriormente como diputado al Congreso de Nuevo León de 1997 a 2000 y asesor del Ayuntamiento de Monterrey de 2001 a 2002, en 2003 el gobernador de Nuevo León, José Natividad González Parás lo nombró Subprocurador Jurídico de la Procuraduría General de Justicia del Estado, cargo al que renunció en 2006 año en que el PAN lo postuló como candidato a Senador suplente de Fernando Elizondo Barragán, siendo electos ese mismo año para el periodo que concluye en 2012; en septiembre de ese mismo año fue nombrado Presidente Ejecutivo de la Agencia para la Planeación del Desarrollo Urbano del Estado de Nuevo León.
El 5 de noviembre de 2008 el titular de Senaduría, Fernando Elizondo Barragán, solicitó licencia al cargo para ser precandidato del PAN a Gobernador de Nuevo León; en consecuencia, el 14 de noviembre Luis David Ortiz renunció a la Agencia para la Planeación del Desarrollo Urbano al ser llamado a ocupar el cargo de Senador, rindiendo la protesta correspondiente el 18 de noviembre.
El 1 de julio, en las Elecciones estatales de Nuevo León de 2012, se convirtió en diputado local electo por el IV Distrito Local de Nuevo León al conseguir el 52% de los votos contra 29% del candidato del PRI.
En la LXXIII Legislatura de Nuevo León se ha desempeñado como Presidente de la Mesa Directiva del Congreso de Nuevo León durante su primer año de ejercicio, así como Presidente de la Comisión de Legislación y Puntos Constitucionales, Vicepresidente de la Comisión de Justicia y Seguridad Pública, Secretario de las comisiones de Desarrollo Urbano, de Energía y de la Comisión especial del Derrame de Petróleo en el Río San Juan en el municipio de Cadereyta Jiménez; así como Vocal en las Comisiones de Transporte, de Fomento Económico, y la Comisión Primera de Hacienda y Desarrollo Municipal.
El 18 de noviembre de 2020 suplió a Samuel García Sepúlveda como Senador de la República, tras la solicitud de licencia a su cargo para buscar la Gubernatura de Nuevo León

### Renuncia al PAN
El 1 de marzo de 2014, cinco días después que el exgobernador Fernando Elizondo Barragán renunciara al PAN, Ortiz Salinas presentó también su renuncia tras una militancia de casi 30 años. Militantes cercanos confirmaron la diferencia entre Ortiz Salinas y los líderes de la bancada en el Congreso de Nuevo León.